# Pandora's Toys
Pandora's Toys est un album du groupe de rock Aerosmith, sorti en 1994 et édité par Sony Music Entertainment Inc./« Columbia ».
Il comporte une sélection d'un triple album nommé Pandora's Box et dispose d'un petit livret de 12 pages où les 12 titres de l'album sont commentés par les musiciens eux-mêmes.

## Liste des titres
| No  | Titre                | Durée |
| --- | -------------------- | ----- |
| 1.  | Sweet Emotion        | 4:36  |
| 2.  | Draw The Line        | 3:43  |
| 3.  | Walk This Way        | 3:40  |
| 4.  | Dream On             | 4:26  |
| 5.  | Train Kept A Rollin' | 5:41  |
| 6.  | Mama Kin             | 4:26  |
| 7.  | Nobody's Fault       | 4:22  |
| 8.  | Season Of Weather    | 5:06  |
| 9.  | Big Ten-Inch Record  | 3:57  |
| 10. | All Your Love        | 5:28  |
| 11. | Helter Skelter       | 3:15  |
| 12. | Chip Away The Stone  | 4:06  |